# Dune 2000
Dune 2000 ist ein Echtzeit-Strategiespiel für den PC und die PlayStation, das auf dem Science-Fiction-Roman Dune – Der Wüstenplanet von Frank Herbert beruht und den optischen Stil des Kinofilms Der Wüstenplanet von David Lynch aufweist. Es wurde 1998 von den Westwood Studios entwickelt und erst von Virgin Interactive, später von Electronic Arts vertrieben. Das Spiel ist eine modernisierte Neuauflage von Dune II – Kampf um Arrakis aus dem Jahr 1992. Die Fortsetzung Emperor: Schlacht um Dune erschien 2001.

## Handlung
Der Padishah-Imperator des ganzen bekannten Universums, Frederick IV., ruft im Jahr 10191 einen Wettstreit auf Dune (auch Arrakis genannt) aus, in dem es darum geht die großen Adelshäuser dazu zu bringen Spice abzubauen. Es gibt keine festgelegten Territorien oder Regeln in diesem Wettstreit. So treten die Atreides, Harkonnen und Ordos gegeneinander an, um sich die wertvollen Spicevorkommen zu sichern. Frederick IV. wähnt sich schon als Sieger, denn egal wie es ausgehen mag, die Förderung des Spice, welches für das gesamte Imperium unentbehrlich ist, kommt nicht zum Erliegen. Zudem spielt er seine politischen Konkurrenten gegeneinander aus.

## Spielprinzip

### Spielmechanik
Der Spieler hat das Gesamtziel, im Auftrag eines der drei Adelshäuser (Atreides, Harkonnen, Ordos) in mehreren Missionen den gesamten Wüstenplaneten zu erobern und dadurch die Oberhoheit über die wertvollen Spicevorkommen zu erlangen.
Während der Missionen muss der Spieler dabei das Spice mit mobilen Erntefabriken abbauen, das in Raffinerien zu Geld (Solaris) umgewandelt wird. Dieses benötigt er zum Ausbau seiner Basen und die Aufstellung einer Armee. Ziel der Missionen ist mit wenigen Ausnahmen die Vernichtung aller gegnerischen Einrichtungen und Einheiten. Der Spieler muss dafür die Einsatzkarte, die vom Nebel des Krieges verdeckt ist, erkunden, um Spicevorkommen und die Basen seiner Gegner auszumachen.
Zu Beginn einer Mission startet der Spieler lediglich mit einem Gebäude, dem Bauhof, und einer begrenzten Geldmenge, die es ihm ermöglichen, weitere Gebäude bzw. Einheiten zu bauen. Weiterhin muss der Spieler ausreichend Energie bereitstellen, um die Funktionen seiner Gebäude aufrechtzuerhalten. Neben dem Gegner muss der Spieler auch mit Angriffen der spielwelttypischen Sandwürmer rechnen. Die Mission endet, sobald die gegnerischen Einheiten und Gebäude zerstört wurden.

### Fraktionen
Haus Atreides
Das Haus Atreides stammt von der Wasserwelt Caladan und wird von einem Herzog angeführt. Die Truppen der Atreides stehen loyal zu ihrem Herzog. Noree Moneo ist der Mentat des Hauses Atreides und berät die herzoglichen Truppen auf Arrakis. Die Stärken der Atreides liegen in ihren Ornithoptern, mit denen sie die unangefochtene Lufthoheit besitzen, und ihren Schallpanzern. Der Herzog strebt ein militärisches Bündnis mit den Fremen von Dune an, um die gemeinsamen Feinde zu vernichten.
Haus Harkonnen
Das Haus Harkonnen wird von einem Baron angeführt und hat seinen Sitz auf Giedi Prime. Die Politik und Vorgehensweise der Harkonnen ist stets brutal und aggressiv, auch innerhalb des Hauses herrscht Aggressivität und Intrige. Im Militär der Harkonnen wird man nur befördert, wenn man seinen Vorgesetzten umbringt und sich dessen Dienstgrad aneignet. Der Mentat der Harkonnen ist Hayt De Vries, ein aus Leichenteilen zusammengesetzter Berater, der in den Fleischtanks der Tleilaxu gezüchtet wurde. Die Stärke der Harkonnen liegt in ihren Plasmapanzern und Atomwaffen.
Haus Ordos
Das Haus Ordos ist ein reiches Adelshaus, bestehend aus Kaufleuten, und stammt vom Eisplaneten Sigma Draconis IV. Der Reichtum der Ordos ist immens und sie handeln und schmuggeln verbotene Technologien und Waffen. Durch ihren enormen Reichtum wurde das Haus paranoid und vermutet überall Spione und Agenten der anderen Hohen Häuser. Die Truppen der Ordos bestehen aus Söldnern, deren Moral sehr fragwürdig ist. Die Stärken der Ordos liegen in ihrer Hinterhältigkeit und Schnelligkeit. So setzen sie auf Saboteure und schnelle bewaffnete Trikes (Raider).
Das Haus Ordos taucht nicht in den Dune-Romanen von Frank Herbert auf, wird aber in der Dune Encyclopedia von Dr. Willis E. McNelly aus dem Jahr 1984 erwähnt.

## Entwicklungsgeschichte
Dune 2000 wurde von Intelligent Games entwickelt und 1998 von Westwood Studios für Microsoft Windows veröffentlicht. Das Spiel ist eine modernisierte Neuauflage von Dune II – Kampf um Arrakis aus dem Jahr 1992. Die musikalische Untermalung des Spiels komponierte Frank Klepacki. Publisher war erst Virgin Interactive, später Electronic Arts. 1999 wurde das Spiel auch auf die PlayStation portiert.
Mit dem Patch 1.06 erhalten alle drei Adelshäuser je eine neue Einheit. Die Atreides können dann Grenadiere, die Harkonnen Sardaukar ausbilden und die Ordos Stealth-Trikes bauen. Darüber hinaus enthält er zehn weitere Mehrspielerkarten.
Mit Desert – Für Dune 2000 erschien 1998 eine inoffizielle Erweiterung der Firma Rom Point. Sie bietet eine Komplettlösung, Tipps und Speicherstände aller Missionen sämtlicher Feldzüge der drei Hohen Häuser. Die Erweiterung beinhaltet aber keine neuen Missionen, Feldzüge oder Einheiten.
Die Fortsetzung Emperor: Schlacht um Dune erschien 2001.

## Fanpatches
Nach dem Ende der offiziellen Unterstützung (oder Supports) wurde eine Reihe inoffizieller Verbesserungen durch die Fan-Gemeinschaft entwickelt und verbreitet. Beispielsweise gibt es inoffizielle Patches, welche es erlauben das Spiel, wie schon bei Alarmstufe Rot, mit heute üblichen, vergrößerten Bildschirmauflösungen zu spielen. Dabei werden die Spieldarstellungen nicht nur vergrößert (skaliert), sondern der Ausschnitt des Spieles an die Auflösung angepasst. Es existieren auch inoffizielle Korrekturen für verbliebene Programmfehler als auch die fehlende UDP-Unterstützung des Spiels. Über die Zeit wurden auch einige sogenannte Modifikationen, wie neue Kampagnen oder Variationen der Figuren, entwickelt. So gibt es Erweiterungen, um mit bis zu sechs Spielern gegeneinander antreten zu können.

## Quelloffene Neuauflage
Mit OpenRA existiert zudem eine quelloffene Spiele-Engine, die eine Modifikation für Dune 2000 enthält. Das klassische Spiel wird um moderne Ansätzen erweitert wie den Nebel des Krieges oder Rangaufstiege für Einheiten. Implementiert wurde ein Mehrspieler-Modus über LAN oder das Internet, Einzelspieler-Missionen und Scharmützel gegen Bots.

## Rezeption
Dune 2000 sei laut PC Games kein schlechtes Spiel, aber dennoch enttäuschend. Die Filmvorlage werde kaum genutzt. Grafisch wirke es altbacken, die Steuerung sei überholt und das Design der Missionen einfallslos. Die Fraktionen unterschieden sich kaum. Gegenüber StarCraft und selbst gegenüber Command & Conquer: Alarmstufe Rot sei Dune 2000 aufgrund eines fehlenden Karteneditors ein Rückschritt. PC Action hingegen lobte die Zwischensequenzen. Fans der Spielfilme und Romanvorlage kämen auf ihre Kosten. PC Joker kritisierte wenige Neuerungen, abwechslungsarme Landschaften und schwer unterscheidbare Einheiten sowie einen hohen Schwierigkeitsgrad. Die Steuerung sei hingegen solide und es gebe mit 53 Missionen viel Einzelspielerumfang. Power Play lobte die stimmige Atmosphäre und die klassisch orchestrale Hintergrundmusik. Es wirke dennoch wie ein Nebenprodukt. Es sei ein Computerspiele-Remake anstatt einer Fortsetzung. Dennoch sei die Spielbarkeit hoch und die Lernkurve sanft.
Für M! Games habe sich das Genre weiterentwickelt, während Dune 2000 stehen geblieben sei. Komfortfunktionen fehlen, der Computergegner sei mäßig. Oftmals reicht es aus, mit zahlenmäßiger Überlegenheit zuzuschlagen. Das Scrolling auf der Konsole sei ruckelig.